# Cyrtodactylus metropolis
Cyrtodactylus metropolis es una especie de gecos de la familia Gekkonidae.

## Distribución geográfica yhábitat
Es endémica de las cuevas de Batu (Malasia Peninsular). Su rango altitudinal oscila alrededor de 75 m s. n. m..